# Gare de Balham
La gare de Balham (en anglais : Balham railway station, est une gare ferroviaire de la ligne Brighton main line (en), en zone 3 Travelcard. Elle  est située sur la Balham Station Road  à Balham dans le borough londonien de Wandsworth sur le territoire du Grand Londres.
C'est une gare Network Rail desservie par des trains de la Southern. Elle est en correspondance avec la station Balham du Métro de Londres.